# Kraatziana convexa
Kraatziana convexa es una especie de coleóptero de la familia Monommatidae.

## Distribución geográfica
Habita en Gabón.